# Darkstar
Darkstar (echte naam Laynia Petrovna) is een fictieve mutant/superheldin uit de strips van Marvel Comics. Ze is lid geweest van verschillende superheldenteams waaronder de Champions. Ze maakte haar debuut in Champions #7 (augustus 1976), en ze stierf in New X-Men #130. Ze werd bedacht door Tony Isabella en George Tuska.

## Biografie
Laynia Petrovna werd geboren in Minsk, wat toen nog bij de Sovjet-Unie hoorde en nu de hoofdstad is van Wit-Rusland.

### Champions
Darkstar werd voor het eerst gezien in de strips als lid van een Sovjet superteam gerekruteerd om Natasha Romanoff (de Black Widow) terug naar de Sovjet-Unie te brengen.. Darkstar liep echter over naar de Verenigde Staten en voegde zich zelfs bij de Champions. Ze bleef bij dit team totdat de groep uit elkaar viel.
Terwijl ze lid was van de Champions kreeg zij een relatie met Iceman, maar Laynia zag Iceman liever als gewoon een vriend dan als een geliefde. Nadat de Champions werden opgeheven, keerde ze terug naar Rusland.

### Als Russische agente
Later werd ze een belangrijk personage in de Contest of Champions miniserie, waarin ze Rusland vertegenwoordigde als onderdeel van een internationale superheldenwedstrijd. Haar oorsprong werd onthuld door Bill Mantlo in een Hulk verhaallijn.
Darkstar vocht lange tijd samen met Sovjet supersoldaten en haar broer Vanguard. De voormalige Sovjet supersoldaten liepen over naar de Verenigde Staten, maar werden gearresteerd door de Sovjet-Unie. Ze werden gered door een man bekend als Blind Faith, en zijn team genaamd de Exiles (niet te verwarren met het Exiles team dat door realiteiten reist). Darkstar sloot zich bij dit team aan.
Toen het voormalige People’s Protectorate team werd omgevormd tot het nieuwe Winter Guard, sloot Darkstar zich bij dit team aan. Toen ook dit team uit elkaar ging sloten Darkstar en Vanguard zich aan bij een Russisch mutantenteam en werkten samen met hun vader, Presence.

### X-Corporation
Later werd onthuld dat Darkstar zich aan aangesloten bij de Parijse tak van X-Corporation, waarin ze werd bezeten door Weapon XII, een creatie van het Weapon Plus Project. Ze werd gedood door Fantomex. Na haar dood werd ze begraven op een kerkhof in Parijs.

## Krachten
Darkstar was een mutant die de extradimensionale energie van de Darkforce dimensie kon beheersen. Dit gaf haar een aantal bovenmenselijke vaardigheden. Ze was met de Darkforce dimensie verbonden omdat haar bewustzijn was gesplitst tussen haar fysieke lichaam en een Darkforce versie van haar lichaam. Darkstar kon de Darkforce kracht gebruiken voor verschillende doeleinden. Meestal riep ze er vaste voorwerpen mee op, of vuurde de energie in stralen af. Als Darkstar bewusteloos was, verdwenen de Darkforce constructies die ze had gemaakt. Darkstar kon zichzelf en drie anderen teleporteren via portalen in de Darkforce dimensie. De maximale afstand die ze zo kon afleggen is niet bekend. Deze manier van reizen was riskant aangezien de Darkforce dimensie haar richtingsgevoel verstoorde, en ze bij aankomst op de locatie tijdelijk verblind werd door het licht van de Aarde.
Darkstar kon zichzelf laten zweven en vliegen bij subsonische snelheden.
Darkstar was verder een ervaren vechter, getraind door de KGB. Ze sprak vloeiend Russisch en Engels.

## In andere media
Darkstar had een gastoptreden in de X-Men Animatieserie, in de aflevering Red Dawn. Ze is hierin een mutant die werkt voor een groep Russen die de Sovjet-Unie nieuw leven in willen blazen met de hulp van Omega Red. Nadat ze Omega Reds misdaden ziet, rebelleert ze tegen haar opdrachtgevers en sluit zich aan bij de X-Men.